# César Alberto Rodríguez (entrenador argentino)
César Alberto Rodríguez (Florida, Buenos Aires, Argentina; 20 de junio de 1980) más conocido como el Rata Rodríguez es un exfutbolista y entrenador argentino. Actualmente no dirige a ningún club tras su paso por el Club Atlético Atlas.

## Trayectoria
César Rodríguez más conocido como el "Rata Rodríguez" militó entre 2002 y 2017 en las ligas de ascenso de Argentina, figurando principalmente en el Club Atlético Atlas en donde llegó a disputar 224 partidos anotando 23 goles siendo un jugador emblema de esa institución junto con Wilson Severino. Rata Rodríguez, también pasaría por Defensores Unidos, San Martín de Burzaco y Central Ballester.
Posteriormente, ya en su faceta de entrenador dirigió por primera vez al Club Atlético Atlas entre 2016 y 2019, regresó al marrón para la temporada 2023 curiosamente en ambas etapas reemplazo a Néstor Retamar. El 13 de noviembre de 2023 se confirma que extiende por una temporada más su vínculo con el club. Dirigió su último partido en la segunda fecha del Clausura 2024 tras caer derrotado 1-0 ante Mercedes.

## Estadística como jugador
| País      | Club                  | Año                 | Partidos | Goles |
| --------- | --------------------- | ------------------- | -------- | ----- |
| Argentina | Defensores Unidos     | 2002-2003           | 17       | 2     |
| Argentina | Central Ballester     | 2003-2005           | 42       | 2     |
| Argentina | Atlas                 | 2006-2009 2010-2017 | 224      | 23    |
| Argentina | San Martín de Burzaco | 2009-2010           | 31       | 7     |

## Estadística como entrenador
| País      | Club              | Categoría                    | Año       |
| --------- | ----------------- | ---------------------------- | --------- |
| Argentina | Atlas             | Primera D                    | 2016-2019 |
| Argentina | Asociación Toro   | Liga Escobarense (Primera B) | 2020-2021 |
| Argentina | Unión Ferroviaria | Liga Escobarense (Primera B) | 2022      |
| Argentina | Atlas             | Primera C                    | 2023-2024 |

### Sumatorio general
| Club Atlético Atlas Argentina | 5ª                  | 2016-17             | 30  | 16 | 7  | 7  | 1 | 0 | 0 | 1 | - | - | - | - | 4  | 2 | 0 | 2 | 35  | 18 | 7  | 10 | 58.1%  |
| Club Atlético Atlas Argentina | 5ª                  | 2017-18             | 30  | 15 | 6  | 9  | - | - | - | - | - | - | - | - | 5  | 3 | 2 | 0 | 35  | 18 | 8  | 9  | 59.05% |
| Club Atlético Atlas Argentina | 5ª                  | 2018-19             | 25  | 9  | 7  | 9  | 1 | 0 | 0 | 1 | - | - | - | - | -  | - | - | - | 26  | 9  | 7  | 10 | 43.59% |
| Club Atlético Atlas Argentina | 4ª                  | 2023                | 36  | 14 | 8  | 14 | - | - | - | - | - | - | - | - | 2  | 0 | 1 | 1 | 38  | 14 | 9  | 15 | 44.74% |
| Club Atlético Atlas Argentina | 4ª                  | 2024                | 26  | 11 | 6  | 9  | - | - | - | - | - | - | - | - | -  | - | - | - | 26  | 11 | 6  | 9  |        |
| Club Atlético Atlas Argentina | Total               | Total               | 147 | 65 | 34 | 48 | 2 | 0 | 0 | 2 | 0 | 0 | 0 | 0 | 11 | 5 | 3 | 3 | 160 | 70 | 37 | 53 | 53.2%  |
| Total en su carrera           | Total en su carrera | Total en su carrera | 147 | 65 | 34 | 48 | 2 | 0 | 0 | 2 | 0 | 0 | 0 | 0 | 11 | 5 | 3 | 3 | 160 | 70 | 37 | 53 | 53.2%  |
| 1. 2. 3.                      |                     |                     |     |    |    |    |   |   |   |   |   |   |   |   |    |   |   |   |     |    |    |    |        |

## Distinciones individuales
- Segundo futbolista con más partidos disputados en el Club Atlético Atlas (224 encuentros).